# Súng máy hạng nặng KPV
Súng máy hạng nặng KPV, còn gọi là súng máy phòng không KPV (KPV là viết tắt của Krupnokaliberniy Pulemyot Vladimirova, tiếng Nga: Крупнокалиберный Пулемёт Владимирова, КПВ) là súng máy dùng đạn cỡ 14,5x114mm với cơ chế nạp đạn bằng độ giật lùi nòng ngắn do Liên Xô thiết kế và chế tạo. Ban đầu, súng được trang bị cho bộ binh, nhưng vì nặng và khá cồng kềnh nên bị loại bỏ. Sau đó, nó được chuyển sang dùng làm súng phòng không và được gắn trên các xe thiết giáp, tàu chiến nhỏ. Phiên bản dùng cho xe thiết giáp gọi là KPVT. KPV được đưa vào sử dụng từ năm 1949 cho tới tận ngày nay.

## Lịch sử
Năm 1944, S. V. Vladimirov đã phát triển một loại súng máy cỡ nòng 14,5mm dựa trên mẫu pháo B-20 cỡ nòng 20mm kiểu 1943 cũng do nhà thiết kế Vladimirov thiết kế riêng từ năm 1942 nhưng nó không cạnh tranh được với pháo ShVAK có cùng cỡ nòng 20mm  (20 мм авиапушки В-20, проигравшей конкурс Б-20). Các cuộc thử nghiệm tại nhà máy Degtyaryov bắt đầu từ tháng 11 năm 1943 . KPV vượt qua các kỳ kiểm tra của quân đội Liên Xô trong năm 1944 một cách xuất sắc và nó bắt đầu được Hồng Quân sản xuất với số lượng nhỏ tại nhà máy Degtyarev. Tuy nhiên, những khó khăn đã khiến việc đưa nó vào phục vụ trong quân ngũ bị trì hoãn và quá trình sản xuất đại trà với số lượng lớn chỉ bắt đầu vào tháng 5 năm 1949.

## Đạn dược
- API (BS.41): Đạn bọc kim loại có lõi bằng Wolfram carbide. Đạn có khối lượng 64,4 g (2,27 oz), sơ tốc đầu nòng khoảng 1000 m/s (3,281 ft/s). Độ xuyên giáp ở khoảng cách 500 m (550 yd) là 32 mm (1,3 in) giáp thép đồng nhất ở góc 90 độ.[5]
- API-T (BZT): Đạn bọc kim loại có lõi bằng thép. Đạn có khối lượng 59,56 g (2,101 oz), sơ tốc đầu nòng là 1,005 m/s (3,297 ft/s). Phần vạch đường có thể cháy sáng đi xa tới 2.000 m (2.200 yd).
- I-T (ZP): "Gây cháy tức thời". Là loại đạn gây cháy khi vừa rời nòng, viên đạn sẽ tự đốt cháy chính nó. Khi gặp mục tiêu dễ cháy, đạn sẽ bắt lửa gây cháy. Đạn có khối lượng 60,0 g (2,12 oz).

Ngày nay, đạn dược được cung cấp với số lượng khổng lồ vởi Bulgaria, Trung Quốc, Ai Cập, Ba Lan và Romania.

## Các quốc gia sử dụng
- Afghanistan[6][7]
- Albania[8]
- Algeria
- Angola
- Armenia
- Bangladesh
- Benin[9]
- Bulgaria[10]
- Cambodia[11]
- Cameroon[12]
- Congo[13]
- Trung Quốc: Type 56 (KPV) và Type 58 (KPVT) sản xuất bởi Norinco[10]
- Cuba
- Ai Cập[7]
- Eritrea
- Ethiopia
- Phần Lan (KPVT)
- Gruzia
- Guinea-Bissau[14]
- Hungary
- Ấn Độ[15]
- Iraq
- Iran
- Ivory Coast[16]
- Lào
- Lebanon
- Libya
- Malawi[17]
- Mali
- Malta – Các khẩu KPV được sản xuất bởi Triều Tiên.[10]
- Mông Cổ
- Morocco
- Mozambique
- Myanmar
- Cộng hòa Dân chủ Nhân dân Triều Tiên
- Nicaragua
- Pakistan[18]
- Panama
- Ba Lan[10]
- Romania: Các phiên bản KPV và KPVT được sản xuất theo giấy phép. [19]
- Nga[10]
- Cộng hòa Sahrawi
- São Tomé and Príncipe[20]
- Serbia (KPVT)
- Sierra Leone[21]
- Slovenia (KPVT)
- Somalia
- Nam Phi[22]
- Sri Lanka
- Sudan
- Syria
- Togo[23]
- Ukraine
- Yemen
- Việt Nam
- Tanzania[24]
- Zimbabwe